# Amalia Popper
Amalia Popper (Trieste, 26 de agosto de 1891-Florencia, 1967) fue la primera traductora italiana de las obras del escritor James Joyce y además autora de su primera biografía, publicada como introducción a su traducción de Dublineses, editada en 1935 en Trieste con el título "Araby".
Según el biógrafo de Joyce Richard Ellmann, Amalia Popper es la mujer a la cual está dedicado el poema de amor Giacomo Joyce, y fue una de las fuentes de inspiración para el personaje de Molly Bloom del Ulisse.

## Biografía
Amalia Popper nació en Trieste, hija de Leopold Popper, asegurador bohemio de origen judío, y Letizia Luzzatto, una veneciana con vocación por la pintura. En 1908-09 fue alumna privada de James Joyce, quien le enseñó lengua inglesa. Durante este periodo, el escritor irlandés estableció con la familia Popper un vínculo de amistad, frecuentando su hogar incluso fuera de las lecciones impartidas a sus hijas.
Luego asistió a la Universidad de Florencia donde conoció a Michele Risolo, su futuro marido. En 1929 Stannie Joyce le pidió que publicara una contribución en Erewhon. Pensando en sus raíces judías, sugirió un ensayo sobre Zangwill, pero Popper prefirió probar suerte en la traducción de algunos relatos contenidos en Dublineses: Araby, A cloud, Counterparts, Evelina, The dead. Los textos traducidos fueron revisados y corregidos por el mismo Joyce y publicados a principios de los años treinta en el Piccolo di Trieste. En 1935 fueron recogidas en el volumen "Araby", acompañadas de una breve biografía de Joyce autorizada por él.
Durante la Segunda Guerra Mundial Popper se trasladó a Florencia, donde trabajó como profesora de inglés y alemán. Murió en 1967 tras una larga enfermedad.
Se ha establecido un Centro Cultural en Trieste que lleva su nombre.

## La identificación con Molly Bloom
Amalia Popper ganó notoriedad repentinamente en 1968 cuando el biógrafo de Joyce, Richard Ellmann, basado en las palabras de Stannie Joyce, la identificó como la musa inspiradora del poema Giacomo Joyce, escrito en 1914 y publicado póstumamente. en el que ella sería descrita como el encaprichamiento del escritor por su joven alumna. Según Ellmann, Amalia Popper fue también una de los modelos utilizadas por Joyce para el personaje de Molly Bloom de Ulises, en particular «por el personaje y por su aspecto del sur de Europa».  Incluso el nombre Molly sería una referencia a Amalia, a quien en casa solían llamar con los diminutivos Malietta, Maliú o Màli, mientras que el nombre del protagonista.
Leopold Bloom sería una referencia al padre de Amalia, Leopoldo Popper.
Según algunos estudios posteriores esta hipótesis no sería fiable debido a algunas inexactitudes históricas: Ellmann se habría equivocado de hecho al situar las lecciones de inglés recibidas por Amalia, que habrían tenido lugar entre 1908 y 1909 y no entre 1913 y  1914. Otras investigaciones confirman en cambio la fiabilidad de la reconstrucción de Ellmann.